# Мельгуново (Тверская область)
Мельгуново — деревня в Кимрском районе Тверской области. Входит в состав Центрального сельского поселения.

## География
Находится в юго-восточной части Тверской области на расстоянии приблизительно 8 км на север-северо-восток по прямой от районного центра города Кимры в левобережной части района.

## История
Известна была с 1678 года как деревня с 11 дворами, владение тверского Рождественского женского монастыря . В 1806 году — 23 двора. В 1859 году здесь (деревня Корчевского уезда Тверской губернии) было учтено 54 двора, в 1887 — 69.

## Население
Численность населения: 15 человек (русские 80 %) в 2002 году, 5 в 2010.